# Dracophyllum marmoricola
Dracophyllum marmoricola är en ljungväxtart som beskrevs av Stephanus Venter. Dracophyllum marmoricola ingår i släktet Dracophyllum och familjen ljungväxter. Inga underarter finns listade i Catalogue of Life.